# Уэбер, Майк
Майкл «Майк» Уэ́бер (англ. Michael "Mike" Weber; род. 16 декабря 1987, Питтсбург, Пенсильвания, США) — американский хоккеист и тренер. Играл на позиции защитника, завершив игровую карьеру в конце 2017 года. В настоящее время является ассистентом тренера молодёжного клуба Хоккейной лиги Онтарио {OHL} «Уинсор Спитфайрз».

## Карьера
Уэбер начал играть в хоккей в юношеской команде «Питтсбург Дж. Пингвинз». На драфте НХЛ 2006 года он был выбран во 2 раунде под общим 57-м номером клубом «Баффало Сейбрз». В 2007 году, после четырёх лет игры в Хоккейной лиге Онтарио за «Уинсор Спитфайрз» и «Барри Кольтс», Уэбер стал играть за фарм-клуб «Сейбрз» в АХЛ «Рочестер Американс». В начале сезона он дважды вызывался «Баффало» для игры в Национальной хоккейной лиге. Только когда он был вызван в третий раз, в марте 2008 года, Уэбер заработал свой первый результативный балл в НХЛ. Эта игра прошла в его родном городе против «Питтсбург Пингвинз». Свою первую шайбу в НХЛ он забросил 28 декабря 2010 года в ворота Николая Хабибулина из «Эдмонтон Ойлерз».
5 июля 2011 года Уэбер подписал новый многолетний контракт с «Баффало Сэйбрз». 23 февраля 2016 года руководство «Сейбрз» обменяло игрока в «Вашингтон Кэпиталз».

## Личная жизнь
Майк Уэбер не имеет никакого отношения к защитнику «Нэшвилл Предаторз» Ши Уэберу и защитнику «Монреаль Канадиенс» Яннику Веберу.

## Статистика
| Легенда | Легенда                    | Легенда | Легенда                   | Легенда | Легенда    |
| ------- | -------------------------- | ------- | ------------------------- | ------- | ---------- |
| И       | Количество проведённых игр | Штр     | Штрафное время            | +/−     | Плюс-минус |
| Г       | Голы                       | П       | Голевые передачи          | О       | Очки       |
| -       | Статистика неизвестна      | —       | Статистика не учитывалась |         |            |

## Достижения
Личные
| Год  | Команда          | Достижение                    | Достижение |
| ---- | ---------------- | ----------------------------- | ---------- |
| 2006 | Уинсор Спитфайрз | Участник Матча всех звёзд CHL |            |
| 2010 | Портленд Пайретс | Участник Матча всех звёзд АХЛ |            |